# Olympische Jugend-Sommerspiele 2014/Rugby
| Rugby bei den II. Olympischen Jugend-Sommerspielen | Rugby bei den II. Olympischen Jugend-Sommerspielen |
| Olympische Ringe · Rugby                           | Olympische Ringe · Rugby                           |
| Informationen                                      | Informationen                                      |
| -------------------------------------------------- | -------------------------------------------------- |
| Teilnehmer:                                        | 144 Athleten                                       |
| Datum:                                             | 17. August–20. August                              |
| Austragungsort:                                    | Youth Olympic Sports Park                          |
| Wettkampfort:                                      | Nanjing                                            |
| Entscheidungen:                                    | 2                                                  |
|                                                    | Buenos Aires 2018 →                                |
| Olympische Ringe                                   | Rugby                                              |

| Olympische Jugend-Sommerspiele 2014 (Medaillenspiegel Rugby) | Olympische Jugend-Sommerspiele 2014 (Medaillenspiegel Rugby) | Olympische Jugend-Sommerspiele 2014 (Medaillenspiegel Rugby) | Olympische Jugend-Sommerspiele 2014 (Medaillenspiegel Rugby) | Olympische Jugend-Sommerspiele 2014 (Medaillenspiegel Rugby) | Olympische Jugend-Sommerspiele 2014 (Medaillenspiegel Rugby) |
| Platz                                                        | Mannschaft                                                   | Goldmedaillen                                                | Silbermedaillen                                              | Bronzemedaillen                                              | Gesamt                                                       |
| ------------------------------------------------------------ | ------------------------------------------------------------ | ------------------------------------------------------------ | ------------------------------------------------------------ | ------------------------------------------------------------ | ------------------------------------------------------------ |
| 01                                                           | Frankreich                                                   | 1                                                            | —                                                            | —                                                            | 1                                                            |
| 0                                                            | Australien                                                   | 1                                                            | —                                                            | —                                                            | 1                                                            |
| 03                                                           | Argentinien                                                  | —                                                            | 1                                                            | —                                                            | 1                                                            |
| 0                                                            | Kanada                                                       | —                                                            | 1                                                            | —                                                            | 1                                                            |
| 05                                                           | Fidschi                                                      | —                                                            | —                                                            | 1                                                            | 1                                                            |
| 0                                                            | China                                                        | —                                                            | —                                                            | 1                                                            | 1                                                            |

Bei den Olympischen Jugend-Sommerspielen 2014 in der chinesischen Metropole Nanjing wurden zwei Wettbewerbe im Rugby ausgetragen.
Die Wettbewerbe wurden vom 17. bis zum 20. August im Youth Olympic Sports Park ausgetragen.

## Jungen

### Vorrunde
|  | Team für Halbfinale qualifiziert |

| Rang | Land               | G | U | V | Vers. | Spielpkt. | Diff. | Punkte |
| ---- | ------------------ | - | - | - | ----- | --------- | ----- | ------ |
| 1    | Argentinien        | 5 | 0 | 0 | 25    | 145:034   | +111  | 15     |
| 2    | Frankreich         | 4 | 0 | 1 | 16    | 098:055   | +043  | 13     |
| 3    | Fidschi            | 2 | 0 | 3 | 14    | 082:070   | +012  | 9      |
| 4    | Kenia              | 2 | 0 | 3 | 12    | 068:107   | −039  | 9      |
| 5    | Japan              | 2 | 0 | 3 | 12    | 073:131   | −058  | 9      |
| 6    | Vereinigte Staaten | 0 | 0 | 5 | 11    | 059:128   | −069  | 5      |

|                    | FIJ   | KEN   | ARG   | FRA   | USA   | JPN   |
| ------------------ | ----- | ----- | ----- | ----- | ----- | ----- |
| Fidschi            |       | 12:17 | 0:21  | 12:17 | 29:10 | 29:5  |
| Kenia              | 17:12 |       | 5:32  | 0:24  | 22:12 | 24:27 |
| Argentinien        | 21:0  | 32:5  |       | 19:7  | 33:10 | 40:12 |
| Frankreich         | 17:12 | 24:0  | 7:19  |       | 22:17 | 28:7  |
| Vereinigte Staaten | 10:29 | 12:22 | 10:33 | 17:22 |       | 10:22 |
| Japan              | 5:29  | 27:24 | 12:40 | 7:28  | 22:10 |       |

### Finalrunde
|  | Halbfinale          | Halbfinale |         |    | Finale | Finale |
|  |                     |            |         |    |        |        |
|  | Argentinien         | 19         |         |    |        |        |
|  | Kenia               | 12         |         |    |        |        |
|  |                     |            |         |    |        |        |
|  |                     |            |         |    |        |        |
|  | Argentinien         | 16         |         |    |        |        |
|  |                     | Frankreich | 45      |    |        |        |
|  |                     |            |         |    |        |        |
|  | Spiel um Platz drei |            |         |    |        |        |
|  |                     |            | Kenia   | 0  |        |        |
|  | Frankreich          | 34         | Fidschi | 12 |        |        |
|  | Fidschi             | 12         |         |    |        |        |

#### Endstand
| Platz | Land | Athleten |
| ----- | ---- | --- |
| 1     | FRA  | Atila Septar, Sacha Valleau, Alexandre Roumat, Alexandre Lagarde, Martin Laveau, Narhan Torest, Matthieur Voisin, Alexandre Nicoue, Faraj Fartass, Arthur Retiere, Alex Gracbling, Alex Arrate                                     |
| 2     | ARG  | Vicente Boronat, Manuel Carrusca, Cruz Camerlinckx, Ignacio Conil, Mariano Romanini, Domingo Miotti, Indalecio Ledesma, Isaac Sprenger, Lautaro Bazan, Enrique Camerlinckx, Bautista Delguy, Jose Barros                           |
| 3     | FIJ  | Ratu Epeneri Uluiviti, Navitalai Ralawa, Filipe Qoro, Alipate Qaraniqio, Josaia Cokaibusa, Eminoni Vuidravuwalu, Sailasa Christa Powell, Ratu Filimoni Nawabalavu, Semi Tubacule, Timoci Meya, Waisea Daroko, Joseva Vaughan Rauga |

Die Vorrunde wurde vom 17. bis 19. August ausgetragen.

Die Finalrunde wurde am 19. und 20. August ausgetragen.

## Mädchen

### Vorrunde
|  | Team für Halbfinale qualifiziert |

| Rang | Land                | G | U | V | Vers. | Spielpkt. | Diff. | Punkte |
| ---- | ------------------- | - | - | - | ----- | --------- | ----- | ------ |
| 1    | Australien          | 5 | 0 | 0 | 24    | 146:017   | +129  | 15     |
| 2    | Volksrepublik China | 4 | 0 | 1 | 24    | 144:032   | +112  | 13     |
| 3    | Kanada              | 3 | 0 | 2 | 18    | 108:071   | +037  | 11     |
| 4    | Vereinigte Staaten  | 1 | 1 | 3 | 09    | 059:098   | −039  | 8      |
| 5    | Spanien             | 1 | 1 | 3 | 08    | 044:129   | −085  | 8      |
| 6    | Tunesien            | 0 | 0 | 5 | 02    | 012:166   | −154  | 5      |

|                     | AUS   | CAN   | ESP   | USA   | CHN   | TUN   |
| ------------------- | ----- | ----- | ----- | ----- | ----- | ----- |
| Australien          |       | 21:5  | 41:0  | 38:0  | 15:12 | 31:0  |
| Kanada              | 5:21  |       | 31:0  | 19:14 | 10:24 | 43:12 |
| Spanien             | 0:41  | 0:31  |       | 12:12 | 0:45  | 32:0  |
| Vereinigte Staaten  | 0:38  | 14:19 | 12:12 |       | 7:29  | 26:0  |
| Volksrepublik China | 12:15 | 24:10 | 45:0  | 29:7  |       | 34:0  |
| Tunesien            | 0:31  | 12:43 | 0:32  | 0:26  | 0:34  |       |

### Finalrunde
|  | Halbfinale          | Halbfinale |                     |    | Finale | Finale |
|  |                     |            |                     |    |        |        |
|  | Australien          | 33         |                     |    |        |        |
|  | Vereinigte Staaten  | 0          |                     |    |        |        |
|  |                     |            |                     |    |        |        |
|  |                     |            |                     |    |        |        |
|  | Australien          | 38         |                     |    |        |        |
|  |                     | Kanada     | 10                  |    |        |        |
|  |                     |            |                     |    |        |        |
|  | Spiel um Platz drei |            |                     |    |        |        |
|  |                     |            | Vereinigte Staaten  | 0  |        |        |
|  | Volksrepublik China | 19         | Volksrepublik China | 12 |        |        |
|  | Kanada              | 26         |                     |    |        |        |

#### Endstand
| Platz | Land | Athleten |
| ----- | ---- | --- |
| 1     | AUS  | Tiana Penitani, Brooke Anderson, Amber Pilley, Marioulla Belessis, Tayla Stanford, Raecene McGregor, Caitlin Moran, Laura Waldie, Mackenzie Sadler, Shenae Ciesiolka, Kellie Gibson, Dom du Toit               |
| 2     | CAN  | Panphinette Buisa, Charity Williams, Chanelle Edwards-Challenger, Catherine Boudreault, Hannah Darling, Cass Schmidt, Moanda Anglo, Jenna Morrison, Ashley Gordon, Maddy Seattle, Lauren Kerr, Kaitlyn Richard |
| 3     | CHN  | Sun Caihong, Gao Yueying, Yan Meiling, Wang Tingting, Shen Yingying, Ling Chen, Liu Xiaoqian, Yang Feifei, Wu Fan, Li Tian, Luo Yawen, Gao Xue                                                                 |

Die Vorrunde wurde vom 17. bis 19. August ausgetragen.

Die Finalrunde wurde am 19. und 20. August ausgetragen.